# GJ 504 b
GJ 504 b(글리제 504b)는 2013년 발견된 외계 행성 또는 갈색왜성으로 목성 질량의 약 4배로 목성형 행성 또는 갈색 왜성이다. 글리제 504를 돌고 있으며, 스바루 망원경이 직접 사진을 찍어 발견하였다. 시뮬레이션 결과, 분홍색일 것이라는 예상 결과가 나왔다.

## 역사와 발견 배경
2013년 스바루 망원경이 GJ 504를 찍었는데 원반과 함께 큰 천체를 발견해 이 천체를 찾아내었다. 이 천체는 논문에 특이한 행성으로 제출되어 확인되었다.

## 환경
이 행성은 목성형 행성 또는 갈색왜성으로, 만일 갈색왜성이면 분광형 Y다. 갈색왜성일 가능성이 더 크며 이 증거는 온도로 설명이 가능하다. 갈색왜성은 처음에는 핵융합이 가능하여 약간의 열과 빛을 내다가 나중에는 점차 열과 빛이 사그라든다. 갈색왜성의 특성이 이 행성의 탄생 과정 이론 정립에 도움을 주었는데, 처음 생성되었을 때 빛과 열이 아직 다 식지 않아 약 544 켈빈(273도) 일 것이라는 연구 결과가 나왔다. 또한 표면과 대기 모두 분홍빛이다.